# Гия, Ладислау да
Ладислау Антонио Жозе да Гия (порт.-браз. Ladislau Antônio José da Guia; 1905 или 14 июня 1906, Рио-де-Жанейро — 31 октября 1988, Рио-де-Жанейро) — бразильский футболист, нападающий. Занимает первое место по общему числу голов за клуб «Бангу» — 217 мячей. Старший брат другого известного футболиста, Домингоса да Гии, дядя Адемира да Гии.

## Карьера
Ладислау почти всю свою карьеру в провёл в одном клубе — «Бангу», за который выступал с 1922 по 1940 год, проведя 325 игр (132 победы, 53 ничьи и 140 поражений) в которых забил 217 голов. Он дебютировал в команде 4 июня 1922 года в матче чемпионата штата Рио-де-Жанейро с клубом «Андарай», в котором Бангу победил 2:1. Всего в свой первый сезон он провёл 2 игры. После этого он не выступал за Бангу вплоть до 1926 года. Ладислау в 1930 году стал лучшим бомбардиром чемпионата штата Рио.
В 1933 году клуб во главе с Ладислау выиграл чемпионат штата Рио-де-Жанейро, а через год турнир Инсинио Рио-де-Жанейро. Повторить успех 1933 года помешала дисквалификация Ладислау, который в матче чемпионата штата, 24 июня, напал на судью Жорже Мариньо и был дисквалифицирован на 6 месяцев. В 1935 году команда лишилась 5-х игроков и главного тренера Луиса Виняэса, который ушёл тренировать сборную Бразилии, зато вернулся Ладислау, который стал лучшим бомбардиром штата, а клуб занял 4-е место. Завершил карьеру Ладислау в 1940 году.
В 1930 году Ладислау был вызван в состав сборной Бразилии, которая готовилась к первому чемпионату мира. Тренировки национальной команды проходили в Ларанжейрас, из-за слишком большого расстрояния и невозможности постоянно находиться в этом городе, Ладислао отказался от поездки на мундиаль. В 1934 году главный тренер сборной, Луис Виняэс, пришедший из «Бангу», был вынужден собирать национальную команду из игроков, по статусу не бывших профессиональными футболистами. Из-за того, что «Бангу» уже являлся профессиональным клубом, Ладислао должен был бы перейти в любительский клуб, на что он не согласился.

## Статистика
| Сезон | Клуб     | Чемпионат | Чемпионат | Чемпионат |
| Сезон | Клуб     | Лига      | Игры      | Голы      |
| ----- | -------- | --------- | --------- | --------- |
| 1922  | Бангу    | Кариока   | 2         | 0         |
| 1923  | Бангу    | Кариока   | 0         | 0         |
| 1924  | Бангу    | Кариока   | 0         | 0         |
| 1925  | Бангу    | Кариока   | 0         | 0         |
| 1926  | Бангу    | Кариока   | 18        | 14        |
| 1927  | Бангу    | Кариока   | 18        | 11        |
| 1928  | Бангу    | Кариока   | 19        | 16        |
| 1929  | Бангу    | Кариока   | 19        | 16        |
| 1930  | Бангу    | Кариока   | 20        | 22        |
| 1931  | Бангу    | Кариока   | 20        | 14        |
| 1932  | Бангу    | Кариока   | 24        | 26        |
| 1933  | Бангу    | Кариока   | 24        | 17        |
| 1933  | Фламенго | Кариока   | 4         | 0         |
| 1934  | Бангу    | Кариока   | 20        | 18        |
| 1935  | Бангу    | Кариока   | 7         | 2         |
| 1936  | Бангу    | Кариока   | 10        | 3         |
| 1936  | Фламенго | Кариока   | 9         | 6         |
| 1937  | Фламенго | Кариока   | 2         | 1         |
| 1937  | Бангу    | Кариока   | 8         | 7         |
| 1938  | Бангу    | Кариока   | 24        | 9         |
| 1939  | Бангу    | Кариока   | 15        | 5         |
| 1940  | Бангу    | Кариока   | 0         | 0         |

## Достижения

### Командные
- Чемпион штата Рио-де-Жанейро: 1933
- Чемпион турнира Инсинио Рио-де-Жанейро: 1934

### Личные
- Лучший бомбардир штата Рио-де-Жанейро: 1930 (20 голов), 1935 (18 голов)